# Віденська конвенція про дорожній рух
Ві́денська конве́нція про доро́жній ру́х — міжнародна угода, створена для полегшення міжнародного дорожнього руху і підвищення безпеки дорожнього руху шляхом впровадження стандартних  правил дорожнього руху.
Конвенція була узгоджена на конференції  Економічної і Соціальної Ради ООН  з безпеки  дорожнього руху, яка проводилась з 7 жовтня до 8 листопада у 1968 році і укладена у Відні 8 листопада 1968 року. Вона набула чинності 21 травня 1977 року. Конвенцію ратифікувало 74 країни, серед яких і Україна. На конференції також підготували конвенцію про дорожні знаки і сигнали.

## Сторони
Австрія, Азербайджан, Албанія, Вірменія, Багами, Бахрейн, Білорусь, Бельгія, Болгарія, Боснія і Герцеговина, Бразилія, Ватикан, Велика Британія, Угорщина, Венесуела, В'єтнам, Гаяна, Гана, Німеччина, Греція, Грузія, Данія, Демократична Республіка Конго, Зімбабве, Ізраїль, Індонезія, Ірак, Іран, Іспанія, Італія, Кабо-Верде, Казахстан, Катар, Кенія, Киргизія, Коста-Рика, Кот-д'Івуар, Куба, Кувейт, Латвія, Литва, Ліберія, Люксембург, Македонія, Марокко, Мексика, Молдова, Монако, Монголія, Нідерланди, Нігер, Нігерія, Норвегія, ОАЕ, Пакистан, Перу, Польща, Португалія, Республіка Корея, Російська Федерація, Румунія, Сан-Марино, Саудівська Аравія, Сейшели, Сенегал, Сербія, Словаччина, Словенія, Таджикистан, Таїланд, Тайвань, Туніс, Туркменістан, Туреччина, Узбекистан, Україна, Уругвай, Філіппіни, Фінляндія, Франція, Хорватія, ЦАР, Чорногорія, Чехія, Чилі, Швейцарія, Швеція, Еквадор, Естонія, ПАР.